# The Ballad of Spiro Agnew
The Ballad of Spiro Agnew je píseň, kterou původně složil a nahrál Tom Paxton; John Denver ji zařadil na album album Rhymes & Reasons z roku 1969.
Skladba je velmi krátká, trvá okolo 18 sekund.
V písni se sděluje, že Spiro Agnew nevykonal nic důležitého.
Celý text zní „I'll sing you a song of Spiro Agnew and all the things he's done.“ („Zazpívám vám baladu o Spiro Agnewovi a o všem, co udělal“.